# Эдбурга Мерсийская
Эдбурга (англ. Eadburh, Eadburg, др.-англ. Ēadburh) — дочь короля Мерсии Оффы и его жены Кинетриты.
Жена короля Уэссекса Беортрика, которого, согласно жизнеописанию Альфреда Великого, составленного Ассером, случайно отравила. Она бежала во Франкию, где ей, возможно, предлагали выйти замуж за Карла Великого, однако она упустила эту возможность. Вместо этого она была назначена настоятельницей монастыря. Там она прелюбодействовала с английским изгнанником и в результате смещена с должности и закончила свои дни, прося милостыню на улицах Павии.

## Биография
В 787 году Эдбурга вместе с родителями, братом и тремя сёстрами засвидетельствовала хартию.
В 789 году она вышла замуж за Беортрика, король Уэссекса в 787—802 годах. Оффа тогда был самым могущественным королем в Англии, и Беортрик получил поддержку, заключив брак с его дочерью. По словам историка Ассера, Эдбурга стала могущественной и часто требовала казни или изгнания своих врагов. Утверждается, что она подсыпала яд в еду и питьё тех мужчин, которых её муж отказывался казнить. В 802 году, по словам Ассера, Эдбурга попыталась отравить молодого фаворита короля, но вместо этого случайно убила их обоих. Молодого человека, вероятно, звали Уорр, поскольку согласно «Англосаксонской хронике» датирует смерть обоих мужчин незадолго до начала правления Эгберта, дедушки Альфреда Великого.
Эдбурга бежала во Франкию и укрылась при дворе Карла Великого, где до того скрывался унаследовавший трон Уэссекса Эгберт, изгнанный её мужем. Ассер пишет, что Карл Великий был поражен красотой бывшей королевы. Он привёл одного из своих сыновей и спросил её, кого она хочет видеть своим мужем — его или его сына. Она ответила, что, учитывая юность сына, она предпочитает сына. Карл Великий дал ей ответ, ставший впоследствии известным: «Если бы ты выбрала меня, у тебя были бы мы оба, но поскольку ты выбрала его, у тебя не будет никого». Вместо этого он предложил ей должность аббатисы монастыря, которую она приняла. Однако вскоре её уличили в связи с другим саксом, и её по прямому указанию Карла Великого изгнали без гроша в кармане. Последние годы она провела нищенствуя на улицах Павии.
Согласно Ассеру, после содеянного Эдбургой, титул королевы Уэссекса был упразднён. Кроме того, их влияние было существенно ограничено, именоваться они стали не «королева», а «жена короля» и им было запрещено сидеть на троне рядом с мужем. Такой порядок вещей продолжался до периода правления Карла II Лысого, который настоял на том, чтобы его дочь Юдифь, вышедшая замуж за Этельвульфа, была коронована.